# جانی گیبسون (بازیکن فوتبال)
جانی گیبسون (انگلیسی: Johnny Gibson؛ زادهٔ ۲۳ دسامبر ۱۹۵۰) بازیکن فوتبال اهل بریتانیا است.
از باشگاه‌هایی که در آن بازی کرده‌است می‌توان به باشگاه فوتبال سنت میرن، باشگاه فوتبال پاتریک تیسل، باشگاه فوتبال ایر یونایتد، و باشگاه فوتبال سلتیک اشاره کرد.